# Indovina chi
(Tagline del film)
Indovina chi (Guess Who) è un film del 2005 diretto da Kevin Rodney Sullivan, libero remake del film del 1967, Indovina chi viene a cena?. Il film è stato distribuito in Italia a partire dal 19 agosto 2005.

## Trama
Simon Green lavora nella finanza ed è un brillante broker; nonostante questo, viene convocato dal suo capo che gli spiega che certe sue decisioni sono troppo azzardate e che non sarebbero gradite da alcuni grossi clienti. Non volendo recedere dai propri intenti, Simon viene licenziato. Questa batosta si somma al fatto che viene a sapere che il suo ex capo gli ha fatto terra bruciata intorno, in modo che non possa più lavorare in quel campo e a ciò si aggiunge che quel fine settimana andrà a conoscere i genitori della fidanzata, Theresa, e in particolare il padre di lei, Percy, del cui giudizio ha un certo timore. Percy Jones è un brillante uomo d'affari afroamericano, convinto di essere sempre dalla parte della ragione e di tenere tutto sotto controllo, ma dovrà ricredersi quando, in occasione del suo 25º anniversario di matrimonio, la bella figlia gli presenterà Simon: peccato per Percy che il ragazzo sia bianco. Tra gag e battute, Percy cercherà di rendere la vita impossibile a Simon, che tra l'altro non ha mai conosciuto il padre, scappato quando era ancora piccolo. Finalmente Percy scova il segreto che il potenziale genero ha tenuto nascosto alla fidanzata: è stato licenziato. Quando la ragazza viene a saperlo lo lascia perché non si è confidato con lei; Percy però è tutt'altro che felice, un po' per aver ferito la figlia ma soprattutto perché scopre che Simon è stato licenziato proprio perché il capo non approvava il suo matrimonio con una ragazza di colore, temendo anche la reazione di danarosi clienti, razzisti quanto lui: erano queste le "decisioni azzardate" di cui parlavano all'inizio della storia. A questo punto, Percy capirà che Simon è sinceramente innamorato della figlia e farà di tutto pur di far tornare insieme i due ragazzi.

## Produzione
All'inizio Ashton Kutcher aveva suggerito che il suo personaggio fosse ebreo, per aggiungere un motivo di conflitto con il padre della ragazza, di fede cristiana. La produzione però decise di abbandonare l'idea per puntare tutto sul problema razziale. Circa il motivo per cui ha deciso di fare questo film, il regista Kevin Rodney Sullivan ha dichiarato: "Ho una figlia giovane, bellissima, e sono certo che presto si presenterà a casa con un ragazzo, lituano, samoano, un musicista punk o quant'altro. Volevo essere preparato a reagire correttamente all'evento".

## Distribuzione
Il film è uscito nelle sale cinematografiche il 25 marzo 2005. In Italia è uscito il successivo 19 agosto.